# Los cazadores de mamuts
Los cazadores de mamuts es la tercera novela de la saga Los hijos de la tierra, de Jean M. Auel.

## Argumento
El libro comienza cuando los personajes principales, una joven mujer llamada Ayla y un hombre llamado Jondalar, se encuentran con un grupo conocido como los mamutoi o cazadores de mamuts, con quienes deciden vivir durante varias estaciones.
Los mamutoi no solo cazan mamuts para alimentarse, sino también para obtener pieles, marfil y materiales para construcción entre otras cosas. Además, lo que es más importante aún, lo honran y adoran espiritualmente.
Ayla y Jondalar se quedan a vivir en el Campamento del León de los mamutoi, donde vive un buen número de respetados miembros de ese pueblo. El sabio más grande entre los mamutoi es Mamut, el chamán más anciano y el líder de todos los mamutois, quien se convierte en el mentor de Ayla, además de colega en los campos del esoterismo y el pensamiento. Al observar la afinidad de Ayla con los caballos y los lobos (Ayla decide criar a un lobezno, al que llama «Lobo»), Mamut comienza a prepararla para que se convierta en una mamutoi.
El libro se centra en la tensión creada por las relaciones entre los personajes para crear una historia, en la cual la incapacidad de Ayla para mentir, causada por haber sido criada entre personas esencialmente honestas, lleva a Jondalar, alguien más complicado, obstinado, pasional y con muchos prejuicios contra el clan, a cometer múltiples errores.
El conflicto fundamental es un triángulo amoroso entre Jondalar, Ayla y Ranec, un miembro único del Campamento del León, ya que su padre realizó un largo viaje hacia el sur donde conoció a una mujer «tan negra como la noche», con quien tuvo un hijo mulato.
Jondalar, movido por los celos, decide hacerse a un lado, y Ayla piensa que él no la ama. Tanto es así, que a punto estuvo de casarse con Ranec, hasta que, en el último momento, varias revelaciones vuelven a reunirla con su verdadero amor, Jondalar, que  la recibe con los brazos abiertos.
Al final, Ayla y Jondalar deciden emprender juntos el viaje de regreso hacia la tierra de los zelandonii, el pueblo de Jondalar.
Como en todos sus libros, la autora, Auel, realiza una exhaustiva y detallada investigación arqueológica. Por ejemplo, las tiendas hechas con huesos de mamut que describe, así como algunas vestimentas, están basadas en hallazgos reales realizados en Ucrania.
- Datos: Q2171394